# Sân vận động El Campín
Sân vận động Nemesio Camacho (tiếng Tây Ban Nha: Estadio Nemesio Camacho), thường được gọi là El Campín, là sân vận động chính của Bogotá, Colombia. Sân được khánh thành vào ngày 10 tháng 8 năm 1938 và hiện có sức chứa là 36.343 khán giả. Đây là sân nhà của các đội Categoría Primera A là Millonarios và Santa Fe.
Sân vận động được đặt theo tên của Nemesio Camacho, cựu quản lý của hệ thống xe điện hiện có của Bogotá và cũng là cha của Luis Camacho Matiz, người đã cung cấp khu đất nơi sân vận động này sẽ được xây dựng. Cái tên Campín xuất phát từ sự sửa đổi của từ "cắm trại" bởi vì khu đất nơi sân vận động hiện đang nằm trên trước đây là khu cắm trại. Sân được đưa vào sử dụng như một sân vận động bóng đá vào khoảng năm 1946, đúng lúc tổ chức giải đấu cấp câu lạc bộ quốc gia đầu tiên. Sân được sử dụng làm địa điểm trận chung kết của Cúp bóng đá Nam Mỹ 2001, nơi đội tuyển Colombia đã lên ngôi vô địch Nam Mỹ sau khi đánh bại México với tỷ số 1–0. Sân vận động này là một trong tám sân vận động của Giải vô địch bóng đá U-20 thế giới 2011 được tổ chức bởi Colombia và đã tổ chức lễ bế mạc.